# Aston by Doxey

Aston eller Aston by Doxey är en liten by i Staffordshire, England. Mellan Aston och Doxey går numera motorväg M6. Innan vägen byggdes var det en större by med flera gårdar. Nu återstår endast en gård och ett större villamråde som ligger utmed väg Aston Bank. Byn ligger endast 3 km väst om Stafford. Byn nämndes i Domedagsboken (Domesday Book) år 1086, och kallades då Estone.